# Patrón ABACABA
El patrón ABACABA es un patrón fractal recursivo que aparece en muchos lugares del mundo real (como en geometría, arte, música, poesía, sistemas numéricos, literatura y dimensiones superiores). El patrón puede ser un subconjunto de un patrón tipo DABACABA.

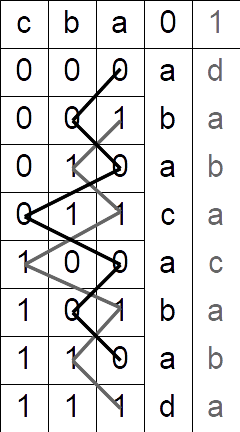
Patrón DABACABA en números binarios de 3 bits

## Generación del patrón
Para generar la siguiente secuencia, primero se toma la "A" (S1) y se la concatena a la siguiente letra (B). Luego se repite S1. Con esto se forma ABA (el S2). Este proceso se puede iterar cuanto se desee. Las primeras secuencias de la iteración se enlistan a continuación.
| Iteración | Patrón                                                          |
| --------- | --------------------------------------------------------------- |
| 1         | A                                                               |
| 2         | ABA                                                             |
| 3         | ABACABA                                                         |
| 4         | ABACABADABACABA                                                 |
| 5         | ABACABADABACABAEABACABADABACABA                                 |
| 6         | ABACABADABACABAEABACABADABACABAFABACABADABACABAEABACABADABACABA |

## Galería

Triángulo de Sierpinski: ABACABA

Regla; exceptuando 1 y 2: ABACABADABACABA. Exceptuando 3: EABACABADABACABA